# Saint-Jean-sur-Moivre
Saint-Jean-sur-Moivre är en kommun i departementet Marne i regionen Grand Est (tidigare regionen Champagne-Ardenne) i nordöstra Frankrike. Kommunen ligger i kantonen Marson som tillhör arrondissementet Châlons-en-Champagne. År 2022 hade Saint-Jean-sur-Moivre 200 invånare.

## Befolkningsutveckling
Antalet invånare i kommunen Saint-Jean-sur-Moivre
| Referens: INSEE |